# Luchtvaart in 2023
Deze pagina gaat over het luchtvaartjaar 2023.

## Gebeurtenissen

### Januari
- Verschillende landen stellen strengere regels op voor reizigers uit China, als reactie op de explosieve stijging van het aantal coronabesmettingen daar.[1]

1 januari
- Brussels Airport start een proef met het gebruik van biobrandstof voor vliegtuigen. Een vlucht van luchtvaartmaatschappij Brussels Airlines naar Aeropuerto de Málaga-Costa del Sol vliegt als eerste met een mengsel van biobrandstof en traditionele kerosine.[2][3]
- Een stroomstoring op het Ninoy Aquino International Airport in de Filipijnen zorgt voor problemen voor de luchtverkeersleiding, wat leidt tot een lokale sluiting van het luchtruim en 282 vluchten die worden omgeleid, vertraagd of geannuleerd.[4]

2 januari
- Het Israëlische leger voert raketaanvallen uit op verschillende doelen in Syrië, waaronder op de luchthaven van Damascus die daardoor tijdelijk buiten gebruik is.[5][6]
- Twee helikopters botsen op elkaar vlak bij het Sea World Resort bij de Australische Gold Coast. Een helikopter kan een noodlanding maken op een zandbank, de andere stort ernaast neer. Er vallen vier doden, drie zwaargewonden en zes lichtgewonden.[7][8]
- Een licht vliegtuigje stort neer bij Mill Hill, Shoreham-by-Sea in West Sussex, ongeveer anderhalve mijl verwijderd van Shoreham Airport.[9][10]

11 januari
- In de Verenigde Staten kondigt de Federal Aviation Administration en opstijgverbod in voor het binnenlandse luchtverkeer wegens een storing in het Notam-systeem. Hierdoor worden duizenden vluchten vertraagd en worden honderden vluchten geannuleerd. Later blijkt een menselijke fout de oorzaak van de storing.[11][12]

12 januari
- Een vliegtuig van de Amerikaanse luchtvaartmaatschappij Delta Air Lines landt voor de landingsbaan op luchthaven Schiphol. De Onderzoeksraad voor Veiligheid stelt een onderzoek in.[13]

13 januari
- Op het John F. Kennedy International Airport in New York komen een Boeing 777 van American Airlines en een Boeing 737 van Delta Air Lines bijna met elkaar in botsing.[14]

15 januari
- Yeti Airlines-vlucht 691, een Nepalese vlucht van de Internationale Luchthaven Tribhuvan naar Pokhara International Airport, verongelukt vlak voor de landing, waarbij alle 72 inzittenden omkomen.[15][16] Uit een rapport van de Nepalese overheid blijkt later dat het ongeluk is gebeurd doordat de piloten aan de verkeerde hendel hebben getrokken.[17]

18 januari
- Bij een crash in de Oekraïense stad Brovary waarbij een helikopter op het terrein van een kleuterschool terechtkomt vallen veertien doden en 25 gewonden. Onder de doden zijn de Oekraïense minister van Binnenlandse zaken, onderminister van Binnenlandse zaken en een staatssecretaris.[18][19]

22 januari
- Drie luiaards vriezen dood op Liege Airport als het vliegtuig waarin ze vervoerd worden na een tussenstop door het winterse weer niet direct verder kan vliegen.[20]

25 januari
- Door een grote staking van het grondpersoneel op vliegveld Berlin Brandenburg worden driehonderd vluchten geannuleerd.[21]

31 januari
- De laatste Boeing 747 wordt geleverd aan een luchtvaartmaatschappij.[22]

### Februari
2 februari
- Het Amerikaanse ministerie van Defensie maakt bekend dat er een Chinese spionageballon boven het land zweeft. Volgens China betreft het een weerballon.[23][24] Op 4 februari schiet een Amerikaanse F-22 de ballon uit de lucht.[25] Er wordt ook een ballon gespot boven Latijns-Amerika.[26]

4 februari
- Op het Austin-Bergstrom International Airport komen een vrachtvliegtuig van FedEx en een passagiersvliegtuig van Southwest Airlines bijna met elkaar in botsing.[27]

27 februari
- Op diverse luchthavens in Duitsland wordt gestaakt. De vakbond gebruikt de staking als waarschuwing voor meer stakingen als er geen akkoord bereikt wordt. Door de staking zijn duizenden vluchten geannuleerd en moeten honderdduizenden passagiers alternatief vervoer zoeken. Alleen vluchten met hulpdiensten naar het gebied van de aardbeving in Turkije en Syrië worden niet getroffen door de staking.[28]

### Maart
13-17 maart
- Opnieuw staakt personeel op Duitse luchthavens, waardoor honderden vluchten geannuleerd worden.[29]

29 maart
- Twee Black Hawk helikopters botsen in de lucht en storten neer in Trigg County, Kentucky nabij Fort Campbell. Alle negen de inzittenden komen om het leven.[30][31]

### April
3 april
- De Zuid-Afrikaanse piloot van een Beechcraft Baron 58 onderweg van Bloemfontein naar Pretoria moet een noodlanding maken doordat er een dodelijke cobra aan boord van het toestel zit.[32][33]

17 april
- Een lading goud en andere kostbaarheden ter waarde van 20 miljoen Canadese dollar (zo'n 13,5 miljoen euro) wordt ontvreemd op de internationale luchthaven Toronto Pearson. De lading arriveerde per vrachtvliegtuig en is illegaal verdwenen uit een opslagruimte.[34][35][36]

20 april
- Opnieuw staakt het personeel op drie Duitse luchthavens wegens een cao-conflict. Honderden vluchten worden geannuleerd.[37]

27 april
- Twee Black Hawk helikopters op de terugweg van een trainingsmissie botsen in de lucht en storten neer in de buurt van Healy, Alaska. Van de vier inzittende sterven er drie en raakt de ander gewond. Na dit ongeluk en het ongeluk in maart houdt het Amerikaanse leger Apache gevechtshelikopters aan de grond totdat de militairen extra training hebben ondergaan.[38][39][40]

### Mei
1 mei
- Een Cessna 206 met zeven inzittenden stort neer in het Amazoneregenwoud in Colombia nadat de piloot melding maakt van motorproblemen. De piloot en een inheemse leider zijn op slag dood. Dagen later sterft de moeder van het gezin aan boord, waarna de vier kinderen het regenwoud intrekken om te overleven. Op 16 mei komen reddingswerkers aan bij het wrak, waarna een grote reddinsoperatie gelanceerd wordt voor de kinderen. Op 9 juni werden de kinderen levend gevonden.[41][42][43][44]

### Juni
16 juni
- Een Fokker S.11.1 Instructor heeft een ongeluk en belandt ondersteboven in een weiland vlakbij vliegveld Teuge. Beide inzittenden raken gewond.[45]

### Juli
6 juli
- Een Grumman FM2 Wildcat slaat over de kop bij de landing in Heveningham Hall, bij Halesworth, Suffolk. De piloot raakt gewond. De Air Accidents Investigation Branch stelt een onderzoek in.[46][47]

17 juli
- Een Cessna 208 stort bij slecht weer neer in een hangar van een skydivecentrum in het Poolse Chrcynno. De piloot en vier mensen in de hanger komen om het leven, acht anderen raken gewond.[48][49]

18 juli
- Een Airbus A320 gehuurd door TUI Nederland en een Boeing 737 van KLM komen te dichtbij elkaar bij de nadering van Schiphol. De luchtverkeersleiding grijpt in om een botsing te voorkomen. De Luchtverkeersleiding Nederland lanceert een onderzoek.[50]

### Augustus
4 augustus
- Op 4 augustus maakt het Europees Agentschap voor de veiligheid van de luchtvaart melding van mogelijk ongecertificeerde onderdelen afkomstig van het Britse bedrijf AOG Technics voor CFM56-motoren. Het komt aan het licht doordat een onderhoudsploeg van TAP Air Portugal tijdens een routineklus ontdekt dat een onderdeel schade vertoont terwijl het gedocumenteerd is als nieuw. Uit onderzoek blijkt dat onderdelen van het Britse bedrijf geen of vervalste documenten hebben. Op 21 september waarschuwt de Federal Aviation Administration voor de onderdelen. Op 6 december voert de Britse Serious Fraud Office een huiszoeking uit waarbij één persoon gearresteerd wordt.[51][52][53][54][55][56][57]

17 augustus
- Een Beechcraft Premier I onderweg van het Maleisische eiland Langkawi naar vliegveld Sultan Abdul Aziz Shah bij de hoofdstad Kuala Lumpur stort voor landing neer op een snelweg. Alle acht inzittenden en twee personen op de grond overleven de crash niet.[58][59]

23 augustus
- Een Embraer Legacy 600 zakenjet onderweg van Moskou naar Sint-Petersburg stort neer bij Koezjenkino, Oblast Tver. Aan boord zijn hooggeplaatste figuren binnen de Wagnergroep, waaronder Jevgeni Prigozjin en Dmitri Oetkin. Er zijn geen overlevenden.[60][61]

### September
12 september
- Een Ural Airlines-vlucht van Sotsji naar Omsk wijkt door een hydraulisch probleem uit naar Novosibirsk, waar langere landingsbanen zijn. Onderweg van Omsk naar Novosibirsk moet het toestel een noodlanding maken in een veld bij Kamenka doordat het landingsgestel uitgeklapt blijft. Er zijn geen slachtoffers.[62][63]

16 september
- Een Embraer 110 Bandeirante van luchtvaartmaatschappij Manaus Aerotáxi onderweg van Manaus naar Barcelos verongelukt tijdens een landingspoging in hevige regen. Alle veertien inzittenden komen om.[64][65][66][67]

### Oktober
4 oktober
- Een Airbus A321neo van Titan Airways onderweg naar Orlando moet terugkeren naar London Stansted Airport als blijkt dat enkele ramen en de staart schade hebben. Later blijkt dat de schade is ontstaan door de hitte van lampen die de dag ervoor op het vliegtuig hebben geschenen toen het toestel werd gebruikt voor filmopnames.[68][69][70]

22 oktober
- Een piloot die in de cockpit meereist als passagier op een Alaska Airlines-vlucht van Everett naar San Francisco trekt aan een hendel die de brandstoftoevoer naar de motoren regelt. De piloten die het vliegtuig besturen weten de poging te verijdelen en het cabinepersoneel houdt de man in bedwang tijdens de noodlanding in Portland. Later verklaart de man nog onder invloed geweest te zijn van paddo's die hij twee dagen eerder genomen had.[71][72][73]

29 oktober
- Een Cessna Caravan van de lokale maatschappij ART Taxi Aereo met Envira als bestemming stort neer en explodeert vlak na het opstijgen van Aeroporto Internacional de Rio Branco. Alle twaalf inzittenden komen om.[74][75]

### November
- In november 2023 reizen er 4,7 miljoen passagiers van, naar of via Schiphol.[76]

4 november
- Een man breekt met zijn auto door een afgesloten hek op de luchthaven van Hamburg, parkeert zijn auto onder een toestel van Turkish Airlines en houdt zijn dochter gegijzeld. Hij schiet in de lucht en gooit molotovcocktails. De luchthaven wordt ontruimd en het vliegverkeer wordt stilgelegd. Na achttien uur geeft de man zich over.[77][78][79]

9 november
- Een vliegtuig onderweg van John F. Kennedy International Airport naar Liege Airport moet ongeveer dertig minuten na opstijgen terugkeren naar New York omdat er aan boord een paard ontsnapt.[80][81]

21 november
- Op een evenement georganiseerd door het Ministerie van Infrastructuur en Waterstaat ontvangen KLM en Transavia de prijs voor 'veiligheidsinitiatief van het jaar' met hun gedeelde zwarte lijst van agressieve passagiers.[82]

22 november
- Een Amerikaanse faillissementsrechter keurt het reddingsplan voor Scandinavian Airlines goed. Onderdeel van het plan is dat Air France-KLM gedeeltelijk eigenaar wordt van de luchtvaartmaatschappij, die al sinds juli 2022 in een Amerikaanse faillissementsprocedure zit. Op 25 november spant de Zweedse pilotenvakbond een rechtszaak aan tegen SAS om vermeende overtredingen van de arbeidswet.[83][84][85]

30 november
- De Europese Commissie zet de Iraakse luchtvaartmaatschappij Fly Baghdad op de zwarte lijst.[86][87]

### December
3 december
- De Wit-Russische overheid verbiedt vliegtuigen die uit de Europese Unie komen te landen in het land. Ook wordt vliegtuigen verboden om na het opstijgen in Wit-Rusland naar EU-gebied te vliegen. De facto verandert er weinig doordat Wit-Russische luchtvaartmaatschappijen al verbannen zijn in het luchtruim van de EU.[88]

4 december
- Een Amerikaanse Youtuber krijgt zes maanden cel voor het vernietigen van een vliegtuig dat hij met opzet liet neerstorten om meer kijkers te krijgen op zijn YouTubekanaal.[89]

6 december
- De Rechtbank van Haarlem verklaart de in 2020 opgericht Nederlandse luchtvaartmaatschappij Silver Flight failliet.[90]

20 december
- Het Europese Hof van Justitie oordeelt dat de steun aan Air France-KLM van de Franse overheid onterecht is en dat de Europese Commissie daarbij onzorgvuldig handelde.[91][92]

21 december
- Voor het eerst is er een directe lijnverbinding tussen Luxemburg en China, uitgevoerd door China Southern Airlines.[93]

24 december
- Elf mensen raken gewond door turbulentie aan boord van een gecharterde vlucht met Maleth-Aero van Barbados naar het Engelse Manchester.[94]

26 december
- De Mexicaanse staatsluchtvaartmaatschappij Mexicana de Aviación wordt nieuw leven ingeblazen met het uitvoeren van een vlucht van de internationale luchthaven Generaal Felipe Ángeles naar de Internationale luchthaven Felipe Carrillo Puerto.[95][96]

28 december
- Op vliegveld Orly wordt een verstekeling gevonden in het landingsgestel van een vliegtuig van Air Algérie dat een tweeënhalf uur durende vlucht heeft uitgevoerd vanuit Oran.[97][98]
- Een Antonov An-24 van Polar Airlines vanuit Jakoetsk landt op de bevroren rivier Kolyma naast de luchthaven Zyrjanka door een fout van de piloot.[99][100]
- De FAA publiceert een waarschuwing over een mogelijk losse bout in het richtingsroer van de Boeing 737 MAX.[101]

## Coronapandemie
Uit cijfers die de International Air Transport Association in december 2023 publiceert blijkt dat de luchvaartbranche in 2023 bijna hersteld is van de coronapandemie. In Azië en Oceanië blijft het herstel achter, doordat coronamaatregelen pas medio 2023 opgeheven werden.